# Charles Mortram Sternberg
Pour les articles homonymes, voir Sternberg.
Charles Mortram Sternberg est un paléontologue et un collectionneur de fossiles américain, né le 18 septembre 1885 et mort le 8 septembre 1981.
Il est le fils du paléontologue Charles Hazelius Sternberg (1850-1943). Il découvre et décrit les genres de dinosaures Pachyrhinosaurus, Brachylophosaurus, Parksosaurus et Edmontonia.

## Source
- Traduction de l'article de langue anglaise de Wikipédia (version du 24 juillet 2006).